# Клещина
Клещина (пол. Kleszczyna) — село в Польщі, у гміні Злотув Злотовського повіту Великопольського воєводства.
Населення — 470 осіб (2011).
У 1975-1998 роках село належало до Пільського воєводства.

## Демографія
Демографічна структура станом на 31 березня 2011 року:
|          | Загалом | Допрацездатний вік | Працездатний вік | Постпрацездатний вік |
| -------- | ------- | ------------------ | ---------------- | -------------------- |
| Чоловіки | 250     | 56                 | 172              | 22                   |
| Жінки    | 220     | 52                 | 127              | 41                   |
| Разом    | 470     | 108                | 299              | 63                   |